# Mega Man (serie animada)
Mega Man es una de varias series animadas de televisión producido por Capcom, Ruby-Spears, Ashi Productions y The Ocean Group y se basa en la serie de videojuegos del mismo nombre. La serie de televisión se inició en 1994 y terminó en 1995, y fue transmitido en muchas estaciones de sindicado en el momento. Fueron producidas dos temporadas con una tercera prevista pero fue cancelada a pesar de que la serie consiguió altos índices de audiencia.

## Trama
Dr. Light y Dr. Wily eran brillantes científicos en el campo de la robótica que trabajaban juntos en un laboratorio, tratando de avanzar en la ciencia. Un día, ellos terminaron un prototipo muy avanzado, pero poco después de ser activado, éste empezó a destruir el laboratorio. Dr. Light inmediatamente creyó que el sistema de orientación del prototipo, que Dr. Wily había programado personalmente, fue la fuente del problema y concluyó que deberían empezar de nuevo. Enfurecido, Dr. Wily intentó robar los planos más tarde esa noche, pero Dr. Light lo descubrió. Wily logró robar los planos después de noquear a Dr. Light, y huyó a lo que aparentemente era un área abandonada, donde modificó el viejo prototipo de robot creando a Proto Man. 
Más tarde, el Dr. Light construye a Rock y Roll, avanzados robots con personalidades, junto con Ice Man, Guts Man y Cut Man. Dr. Wily y Proto Man van a robar a los robots, la reprogramación de los anteriores tres robots como secuaces. Los intentos de Dr. Wily de reprogramar Rock y Roll en su laboratorio más tarde fallan cuando Rock decide engañar al Dr. Wily. Le dice al Dr. Wily que el Dr. Light construyó "robots super guerreros", y que si deja ir él y a Roll, le diría cómo derrotar a los robots. Rock utiliza esta mentira (el Dr. Wily robots cree que Rock no puede mentir) como una a distracción y escapa con Roll. el Dr. Light decide reprogramar y reacondicionar a Rock en Mega Man, que desde entonces mantiene seguro al mundo. Esta historia se narra en el episodio 1, "El Comienzo".

## Protagonistas
- Mega Man (voz en inglés por Ian James Corlett) - Reflejo de sus orígenes en los videojuegos, Mega Man fue originalmente un robot asistente construido por el Dr. Light y llamado Rock. En un principio se puso una camiseta azul y pantalones cortos, pero también llevaba las típicas botas robot. Después de que el Dr. Wily reprogramara los primeros robots industriales del Dr. Light (los mismos Robot Masters de Mega Man 1) captura a Rock y a Roll para hacerlos sus sirvientes también. Rock engaña a Wily para que los libere ya que él creía que un robot no podía mentir. Rock es luego reconstruido en un robot de combate. Su arma principal es el cañón de plasma. También puede copiar habilidades de los robots de Wily con su sistema de armas variables con solo tocarlos. Durante las batallas Megaman puede hacer bromas y mofas de sus contrincantes. Su personalidad es más la de un adolescente que la de un niño de 10 años como su contraparte de videojuego.
- Dr. Light (voz en inglés por Jim Byrnes) - Creador de Mega Man. Solía trabajar con el Dr. Wily para crear una línea de robots industriales hasta que éste robó sus planes y un prototipo defectuoso. Después de eso el Dr. Light construyó a Rock y Roll, y los seis primeros Robol Masters. Después de que Wily reprogramara sus robots industriales, Light modifica a Rock en el robot de combate Mega Man para poner fin a sus planes. A lo largo de la serie, Light construye otros robots e inventos para ayudar a la humanidad y para detener los planes de Wily. Su aspecto difiere ligeramente de su homólogo de juego, tiene una barba más corta y el cabello gris. Los fans de la serie se percatan de su capacidad de decir lo que es bastante obvio.
- Roll (voz en inglés de Kathleen Barr) - La "hermana" de Mega Man que le ayuda en las misiones. Fue construida como un robot doméstico y posee un sinnúmero de equipos domésticos que intercambia a manera similar a los cañones de plasma de Mega Man. Con mayor frecuencia utiliza un aspirador que tiene suficiente fuerza para tirar de los robots y hacerlos pedazos y que también puede aspirar de vez en cuando los proyectiles enemigos y devolverlos hacia ellos. Roll es representada físicamente mucho más madura que su contraparte de juego, y se pone un mono rojo y amarillo en vez de un vestido.
- Rush (voz en inglés de Ian James Corlett) - Es el perro robot de Mega Man. Mega Man utiliza el modo jet de Rush, en el que se convierte en un una tabla de propulsión, como principal medio de transporte en toda la serie. Rush también tiene varios otros modos de transporte, aunque ninguno que se deriva directamente de los juegos. La nariz de Rush puede "olfatear cualquier cosa" y una vez fue utilizada para localizar una bomba colocada por Wily. Sus oídos también detectar sonidos distantes. Rush actúa de forma similar a la  Scooby-Doo, en muchos aspectos, a menudo haciendo travesuras por su cuenta. También alterna entre el típico sonido de perro y hablar. Aunque la mayoría de las veces sólo repite lo que dicen otros personajes, también parece que tienen una capacidad limitada de habla individual, en su mayoría con propósitos cómicos (como por ejemplo anunciar los mensajes entre comerciales de la serie).

## Enemigos
- Dr. Wily (voz en inglés por Scott Mcneal) - Originalmente asistente del Dr. Light, Wily roba los planos del prototipo de robot industrial después de que la prueba de éste fallara. Wily está convencido de que Light saboteó su trabajo para obtener todo el crédito y huye para luego regresar con ProtoMan y reprogramar el resto de robots industriales de Light. En el primer episodio se aprecia que Wily ha sufrido de envidia toda su vida ("Ni siquiera tuve juguetes como otros niños) y planea vengarse de la humanidad haciendo que sus robots controlen todo. Es presentado de manera muy parecida a su contraparte de videojuego, Habla con un acento alemán y es muy propenso a reírse de manera macabra.
- ProtoMan (voz en inglés por Scott Mcneal) - El "hermano mayor" de Mega Man y el lacayo principal de Wily. A pesar de trabajar para Wily, ProtoMan tiene la tendencia de desobedecer sus órdenes y arruinar algunos de sus planes debido a la obsesión de acabar con su hermano. Las habilidades de ProtoMan son similares a las de Mega Man; él dispara plasma que parece de energía azul y en una ocasión copió el poder de Guts Man para pelear con Mega Man. El primer prototipo de Light tenía características parecidas a ProtoMan, pero no se establece directamente que Wily lo haya reconstruido para crearlo. A diferencia de los juegos, ProtoMan no lleva su escudo característico. Asimismo le es fiel a Wily, llenando el espacio que correspondería a Bass desde Mega Man 7.
- Cut Man (voz en inglés por Terry Klassen) - Uno de los tres robots industriales creados por el Dr Light (en la serie) que serviría como robot de aserradero con su Tijeras Cortantes. Es reprogramado por Wily para ser uno de sus secuaces recurrentes junto con Guts Man y ProtoMan. Habla con un acento nasal. A pesar de su actitud arrogante, es vencido constantemente. Su diseño se base en su contraparte original con algunas diferencias en la cabeza y uniforme. Originalmente solo cargaba un arma que era lanzada como un búmeran; sin embargo desde el primer episodio se lo ve lanzando de manera constante varias veces su arma. Esto es algo que se mantiene durante toda la serie.
- Guts Man (vor en inglés por Gary Chalk) - Uno de los tres robots industriales creados por el Dr Light (en la serie) que serviría como robot de construcción. Es reprogramado por Wily para ser uno de sus secuaces recurrentes junto con Cut Man y ProtoMan. A diferencia de los juegos y algo esterotipado, Guts Man es puro músculo y poco cerebro que siempre trata de aplastar a Mega Man. Se lo muestra a menudo atravesando paredes para llegar a algún sito en lugar de usar una puerta, comportamiento aprovechado en un episodio para engañarlo.

## Reparto
Versión estadounidense:
- Ian James Corlett - Mega Man, Snake Man
- Kathleen Barr - Roll
- Jay Brazeau - Bright Man
- Jim Byrnes - Dr. Light
- Gary Chalk - Guts Man, Mayor
- Michael Donovan - Ring Man
- Terry Klassen - Cut Man
- Scott McNeil - Dr. Wily, Proto Man, Eddie
- Richard Newman - Wood Man
- Crystaleen O'Bray - Drill Man
- Robyn Ross - Rush

Versión brasileña:
- Leticia Quinto - Roll
- Walter Breda - Dr. Light
- Daoiz Cabezudo - Guts Man
- Luiz Antonio Lobue - Mayor
- Marcelo Campos - Mega Man
- Elcio Sodré - Cut Man
- Luis Carlos de Moraes - Dr. Willy
- Wendel Bezerra - Protoman